# Kümmelspalterei

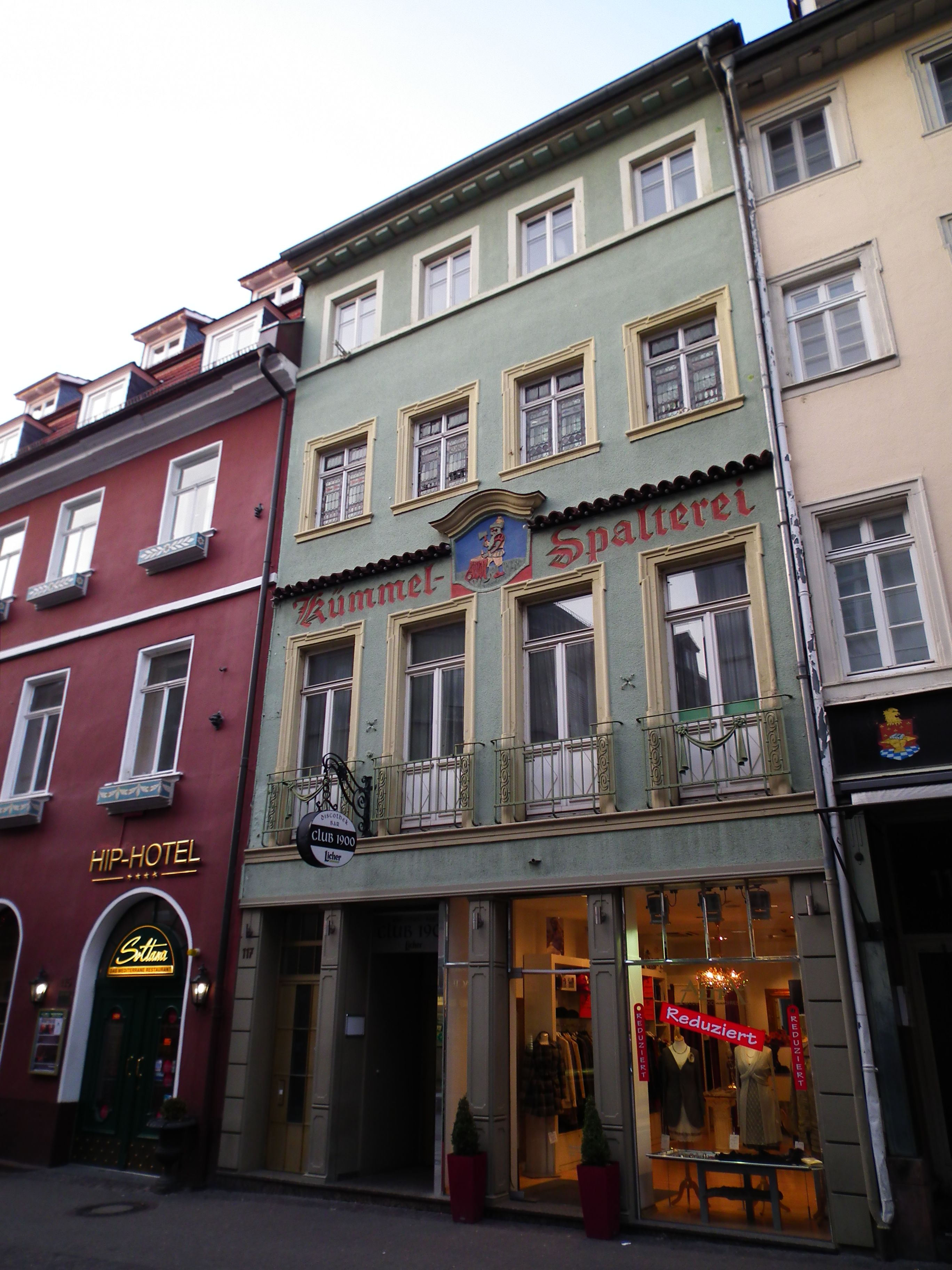
Straßenfront der Kümmelspalterei

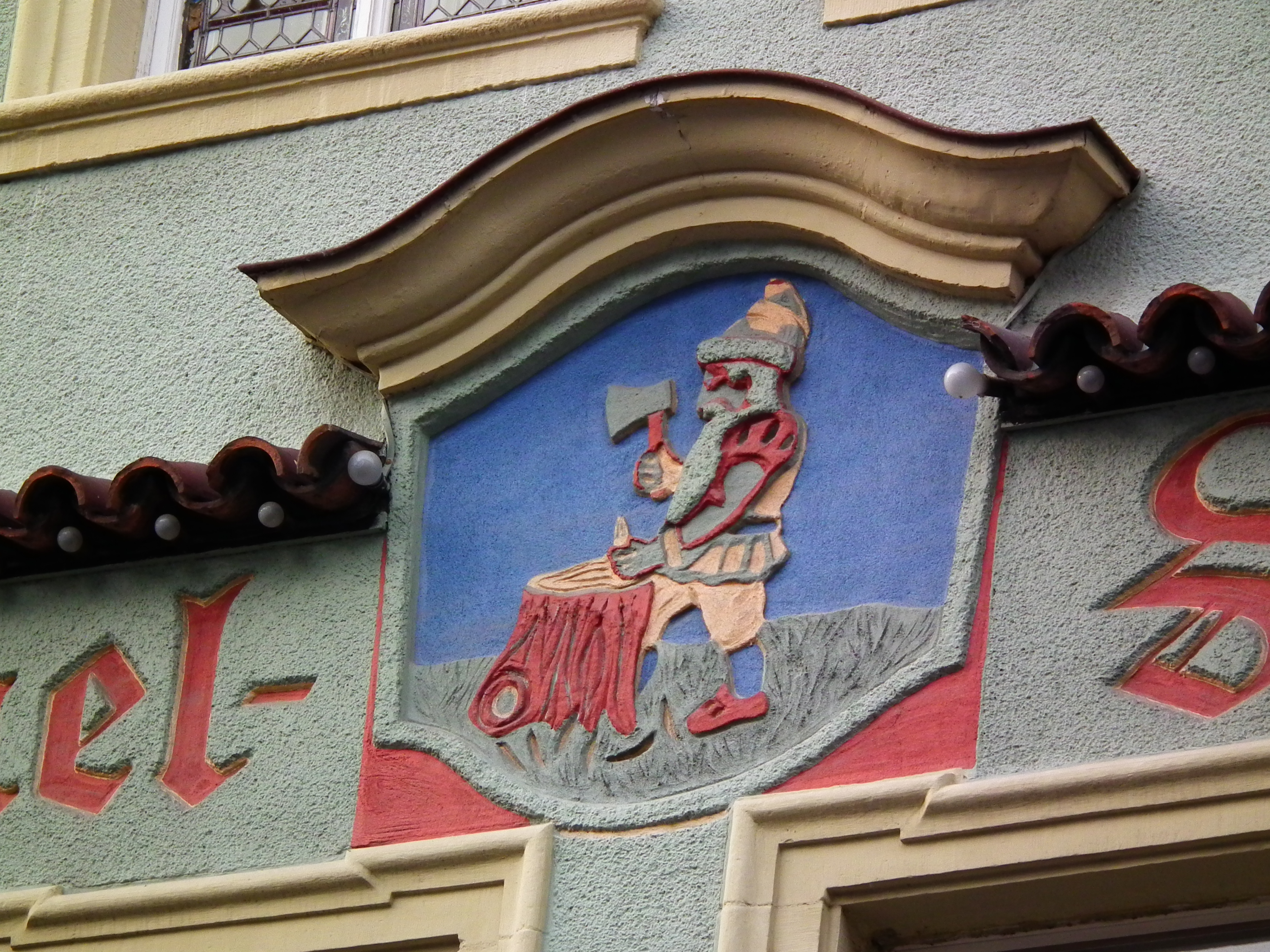
Detailaufnahme

Die Kümmelspalterei ist ein denkmalgeschütztes Gebäude in Heidelberg mit der Adresse Hauptstraße 117.
Das Wohnhaus mit Gaststätte wurde im Jahr 1722 erbaut. Mindestens seit 1805 befand sich darin ein Weinlokal, 1844 als „Alte Pfalz“ bekannt. Der Name „Kümmelspalterei“ erscheint erstmals im Jahr 1920. 
Das viergeschossige, traufständige Haus befindet sich etwa in der Mitte der Heidelberger Hauptstraße, der wichtigsten Straße in der Heidelberger Altstadt. Die Fenster der Beletage wurden um 1910 zu Türen verlängert. Auffällig ist das den Gaststättennamen darstellende Sgraffito-Relief, welches einen kümmelspaltenden Gnom zeigt mit neubarockem Wellengiebel darüber. In der zweiten Etage befand sich der Salon einer Professorenverbindung. Die aus dem 19. Jahrhundert stammenden Farbverglasungen zeigen Köpfe, Brezeln, Fische usw. Das oberste Geschoss wurde 1898 aufgesetzt und besitzt im Gegensatz zu den Stockwerken darunter keine Ohrenfenster.